# اینام الرحمان
اینام الرحمان (انگلیسی: Inam-ur Rahman؛ زادهٔ ۲۳ نوامبر ۱۹۴۳) ورزشکار هاکی روی چمن اهل راج بریتانیا است.
وی در مسابقات کشوری و بین‌المللی در مجموع برندهٔ ۱ مدال برنز شده‌است.